# Joaquim Franch i Batlle
Joaquim (Maria) Franch i Batlle (Barcelona, 1 de juny de 1944 – Celrà, 11 de juliol de 1987), fou un pedagog renovador de l'educació formal i impulsor de la pedagogia en temps de lleure a Catalunya.

## Biografia
Estudià batxillerat al col·legi dels jesuïtes de Sarrià (Barcelona). Cursà, des de 1962 al 1969, Ciències Empresarials a l'Escola Superior d'Administració i Direcció d'Empreses (ESADE). Però faltant-li poques assignatures, i sent-li denegat ser alumne lliure, deixà sense acabar la carrera. En aquells anys ja estava formant part de l'equip directiu d'una empresa de fabricació d'electrodomèstics. També són anys de molta dedicació al moviment de l'escoltisme catòlic i al Servei de Colònies de Vacances de Càritas. Fets que l'inclinaren professionalment a l'educació.
Entre 1963 i 1965 participà en la modernització metodològica i organitzativa que viu gran part del moviment escolta europeu, tot i fent les seves primeres passes a l'escoltisme a l'Agrupament Escolta Montserrat-Xavier, del barri d'Hostafrancs a Barcelona, entre 1962 i 1965.
És membre, entre 1965 fins al 1969, de la direcció del Servei de Colònies de Vacances conjuntament amb Carles Aulí, Roser Batllori, Eduard Delgado, Alfons Martinell i Lluís Tarín que reorganitzà pedagògicament les colònies d'estiu tot i la breu experiència. El 1969 escriu Clubs d'Esplai per a infants i adolescents. El cicle de l'any, que esdevé una eina clau per a consolidar i expandir el moviment.
Aquell mateix any, seguint les petjades de la revolució social, moral i cultural que significà el Maig de 1968 organitzà a l'Escola d'Estiu un teach-in que encetà importants canvis dins el moviment de renovació pedagògica català.
També aquell any inicià els estudis de Pedagogia a la Universitat de Barcelona i entrà a l'Escola Costa i Llobera on treballà fins a 1981. Temps després, formarà part del Gabinet Psico-Socio-Pedagògic que aquell centre educatiu compartia amb l'Escola Thalita. El 1971, a l'Escola d'Estiu de Rosa Sensat dona un curs d'autogestió dins l'escola primària. En anys successius col·labora assíduament a l'Escola Estiu de Barcelona i, també, a les organitzades en altres indrets del Països Catalans.
Guanyà el Premi Balmanya d'aquell any amb la monografia L'autogestió a l'escola, on aplega la seva experiència a Costa i Llobera. Visita Summerhill School, a Anglaterra, l'escola de referència de la pedagogia antiautoritària i autogestionada. Combaté certa visió tòpica de l'autogestió que la veia com no gestionar res en nom de la llibertat. Franch defensa que governar de forma autogestionada "la nostra vida col·lectiva, els nostres projectes de lleure i de treball, implica com a mínim dues coses: Una decidir i l'altra anar revisant el funcionament del grup i de les activitats per a modificar les decisions si la realitat ho demana."
Entre 1975 i 1979 és al capdavant de l'equip pedagògic de l'escoltisme (Minyons Escoltes i Guies Sant Jordi de Catalunya), el qual replantejarà el moviment escolta a Catalunya i impulsarà una profunda renovació metodològica. Revisant, en consonància amb els temps que es vivien, l'organització. Un procés de repensar l'escoltisme que Franch exposà al document "Un escoltisme per a Catalunya", el qual obrirà un nou estil d'escoltisme a Catalunya.
Franch escrivia el 1979 que "potser val la pena de fer notar que una pedagogia que ofereix el poder de participar i que exigeix d'autogovernar-se és, probablement, una pedagogia que educa actituds democràtiques: convivència, participació, implicació en els problemes, responsabilitat."
Esdevé professor de l'Escola de Mestres de la Universitat Autònoma de Barcelona entre 1977 i 1982. La proposta educativa de Franch no se centrava ni el mestre ni en el nen sinó "en el grup, en les seves normes internes, en la seva condició d'espai idoni per a l'autorealització individual. Fins i tot l'aprenentatge escolar, creia en Quim, que estava íntimament Iligat a les vivències del grup,"
Des de 1979 fins 1981 assessorà el primer Ajuntament de Barcelona de l'etapa democràtica en la política de Serveis Socials i, més tard, a l'àrea de Joventut. Allà creà i dirigí l'Institut Municipal d'Animació i Esplai (IMAE). Una de les primeres entitats públiques de formació en aquest àmbit.
El 1981 presentà, amb Salvador Auberni, la seva tesi de llicenciatura a la Universitat de Barcelona sota el títol de Miralls del lloc, miralls del temps. Replantejament psico-socio-pedagògic del lleure. S'hi formulen les bases metodològiques de la intervenció en l'àmbit del lleure. Aquell mateix any,i fins 1987 passà a coordinar l'Àrea d'Educació i Joventut de l'Ajuntament de Girona i creà l'Escola d'Educadors en el Lleure Infantil i Juvenil municipal. És director de l'Escola d'Educadors en el Lleure Infantil de l'Ajuntament de Girona.
També col·labora, entre 1983 i 1983 amb programes de formació i estudis de la Diputació de Barcelona, on participa en l'organització de "interacció-84".
S'implicà decididament, d'ençà de 1983 amb la defensa i recuperació dels Aiguamolls de l'Empordà coordinant campaments i camps de treball. Rebé el Premi Fundació Roca Galés per la seva monografia Els Aiguamolls de l'Empordà.
La seva obra El lleure com a projecte és guardonada amb el Premi Artur Martorell de 1985 convocats per la Direcció General de la Joventut de la Generalitat de Catalunya.
El juny de 1987 era elegit regidor de l'Ajuntament de Celrà. L'11 de juliol d'aquell mateix any morí, a quaranta-tres anys, víctima d'una hemorràgia cerebral, tot deixant un grapat d'activitats i publicacions embastades.

## Projecció de la seva proposta pedagògica
Els plantejaments i treballs educatius de Franch són de referència en la pedagogia catalana de darrera meitat del segle xx.
El novembre de l'any de la seva mort, Pasqual Maragall presidí l'acte d'homenatge que l'Ajuntament de Barcelona tributà a Joaquim Franch. També, per donar continuïtat a la seva tasca, l'Ajuntament de Girona instituí la Beca Joaquim Franch. En aquesta línia l'Ajuntament de Barcelona creà el Premi Joaquim Franch adreçat a promoure experiències innovadores i de qualitat a l'educació del lleure.
Enric Puig i Josep Maria Vila valoren el pas de Joaquim Franch per institucions on intervingué com una aportació de "renovació dels continguts, dels mètodes i del discurs i d'experimentació constant de nous camins per a la pedagogia del lleure"
Jaume Trilla, estudiós de la seva obra educativa, visualitza a Joaquim Franch "com a pedagog complet: l'eix que va del pol del realisme al de la utopia. Creiem que la seva obra és un model d'equilibri entre el pragmatisme necessari per assolir l'eficàcia a l'hora de dur a terme projectes, promoure iniciatives i encarrilar programes d'acció, i la pulsió utòpica per innovar, fer progressar, introduir nous plantejaments i, en definitiva, per no renunciar mai a les possibilitats de transformació de la realitat. No era un pedagog ingenu, però molt menys professava cap determinisme sociològic fatalista. Confiava i s'il·lusionava amb les possibilitats de canvi a través, entre d'altres, de l'acció educativa, però sense ser un il·lús. No era un somiatruites, però no renunciava a la utopia com a mòbil per emprendre un camí"

## Fons Joaquim Franch
Des de l'any 2000, la Biblioteca de la Universitat de Girona guarda el Fons Joaquim Franch que reuneix llibres i documentació del pedagog en gran part digitalitzats. https://dugifonsespecials.udg.edu/handle/10256.2/13957

## Publicacions
- Clubs d'esplai per a infants i adolescents. El cicle de l'any. Barcelona : Hogar del Libro, 1969.
- L'autogestió a l'escola Barcelona: Nova Terra, 1972.
- Comunicació-educació. Barcelona: Nova Terra, 1973.
- Vers un medi educatiu. Barcelona: Nova Terra, 1973
- El grup-classe. Barcelona: Nova Terra, 1974
- Les funcions de monitor. Guia d'observació i autoanàlisi.Barcelona: Ajuntament de Barcelona. Institut Municipal d'Animació i Esplai, 1981.
- L'animació de grups d'esplai i de vacances. Fer de monitor. Barcelona : Laia, 1984. (Coautor amb Alfons Martinell)
- Construir un projectes d'escola. Vic: Eumo Editorial, 1986.
- El lleure com a projecte. Vic: Eumo Editorial, 1985 (Edició i introducció de Jaume Trilla). (Primera edició: Barcelona: Generalitat de Catalunya, 1985).